# Mạo hùng
Mạo hùng (danh pháp khoa học: Mitrastemon yamamotoi) là một loài thực vật có hoa trong họ Mitrastemonaceae. Loài này được Makino mô tả khoa học đầu tiên năm 1909.